# Rocques
Rocques – miejscowość i gmina we Francji, w regionie Normandia, w departamencie Calvados.
Według danych na rok 1990 gminę zamieszkiwało 287 osób, a gęstość zaludnienia wynosiła 47 osób/km² (wśród 1815 gmin Dolnej Normandii Rocques plasuje się na 607. miejscu pod względem liczby ludności, natomiast pod względem powierzchni na miejscu 792.).